# 3094 Chukokkala
3094 Chukokkala (1979 FE2) là một tiểu hành tinh vành đai chính được phát hiện ngày 23 tháng 3 năm 1979 bởi Chernykh, N. ở Nauchnyj. Nó được đặt theo tên Chukovsky's Chukokkala.